# Valkerij Ardanwen
Valkerij Ardanwen is een valkerij die is gevestigd in de Belgische plaatsen Meerbeke en Cul des Sarts (Couvin). Het bedrijf werd in 2004 opgericht door Mark De Vleminck. In 2019 werd Ardanwen uitgebreid met een paardenfokkerij en manege.
De valkerij legt zich voornamelijk toe op het africhten van- en jagen met roofvogels op natuurlijke prooien. Ze richt zich met haar vogels op overlastbestrijding, oftewel het verjagen en verdelgen van allerlei soorten dieren die ongewenst zijn op een bepaalde plek. Van overlast is bijvoorbeeld sprake, als er aanhoudende hinder of schade is met financiële gevolgen of bedreiging voor de volksgezondheid. 
Ardanwen beschikt over zo'n 200 roofvogels. Hieronder zijn uilen, valken, buizerds, gieren en arenden.
Het bedrijf geeft regelmatig demonstraties met afgerichte roofvogels. In 2022 werd in samenwerking tussen de gemeente Jabbeke en Ardanwen een middeleeuws evenement georganiseerd.